# Ленка (певачица)
Ленка Крипац (енгл. Lenka Kripac; Бега, 19. март 1978) аустралијска је певачица, текстописац и глумица. Најпознатија је по својим песмама The Show, која се појављивала у многобројним телевизијским рекламама и филмовима, Trouble Is a Friend и Everything at Once.
Отац јој је пореклом из Чешке.

## Дискографија
- Lenka (2008)
- Two (2011)
- Shadows (2013)
- The Bright Side (2015)
- Attune (2017)